# Terres-de-Haute-Charente
Terres-de-Haute-Charente község Franciaország Új-Aquitania régiójában, Charente megyében. Új községként 2019. január 1-jén jött létre öt korábbi község: Roumazières-Loubert, Genouillac, Mazières, La Péruse és Suris egyesítésével. Lakosainak száma 3790 fő (2022. január 1.).

## Népesség
| Lakosok száma | 3953 | 3931 | 3900 | 3867 | 3829 | 3790 |
|               | 2017 | 2018 | 2019 | 2020 | 2021 | 2022 |